# Перелік галактик

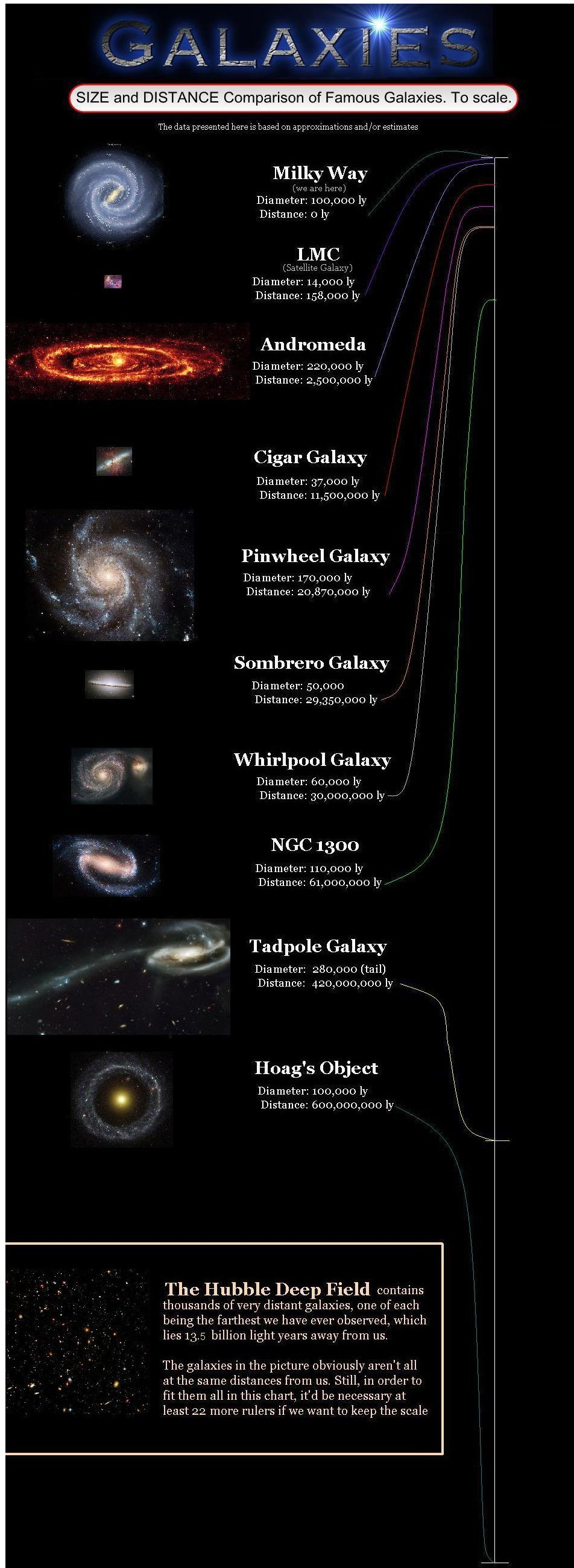
Розмір (ліворуч) і відстань (праворуч) кількох відомих галактик в масштабі.

Нижче наведено переліки вартих уваги галактик за різними характеристиками.
Існує близько 50 галактик Місцевої групи (див. повний список у списку найближчих галактик), близько 100 000 галактик у нашому місцевому надскупченні, а загальна кількість у всьому видимому Всесвіті оцінюється у 100-200 мільярдів галактик.
Відкриття природи галактик як відмінної від інших туманностей (міжзоряних хмар) було зроблене в 1920-х роках. Перші спроби систематичної каталогізації галактик були зроблені в 1960-ті роки у Каталозі галактик і скупчень галактик, який містив 29 418 галактик і галактичних скупчень, і у Морфологічному каталозі галактик, імовірно повному списку галактик з фотографічною зоряною величиною вище +15, що містив 30 642 об'єктів. У 1980-х роках каталог "Групи галактик Лайонса"  (англ. Lyons Groups of Galaxies, LGG) нарахував 485 груп з 3933 галактиками-членами. Galaxy Zoo - це проект, спрямований на більш повний список: запущений в липні 2007 року, він класифікував більше мільйона галактик з даних Слоанівського цифрового огляду неба, космічного телескопа Габбл і англ. Cosmic Assembly Near-Infrared Deep Extragalactic Legacy Survey.
Немає ніякої універсальної угоди про назви галактик, оскільки вони в основному бувають каталогізовані перш ніж встановлено, чи об'єкт є або не є галактикою. В основному вони ідентифікуються за їх небесними координатами разом з назвою проекту спостережень (HUDF, SDSS, 3С, CFHQS, NGC/IC і т. д.)

## Галактики з власними іменами
Це список галактик, які добре відомі чимсь іншим, ніж запис у каталозі або списку, координати чи системне позначення.
| Зображення | Галактика                                       | Сузір'я                  | Походження назви | Примітки |
| ---------- | ----------------------------------------------- | ------------------------ | --- | --- |
|            | Андромеда                                       | Андромеда                | Андромеда, скорочення від "Галактика Андромеди", отримала назву від сузір'я Андромеди, ділянки неба, на якій вона розташована.                              | Найближча велика галактика до нашої |
|            | Спляча Красуня                                  | Волосся Вероніки         | Англійська назва "Чорне око" (англ. Black Eye Galaxy) чи "Зле око" пов'язана з чорною смугою пилу, який поглинає світло, попереду яскравого ядра галактики. | |
|            | Галактика Боде                                  | Велика Ведмедиця         | На честь Йоганна Елерта Боде, який відкрив цю галактику у 1774 р.                                                                                           | |
|            | Колесо Воза англ. Cartwheel Galaxy              | Скульптор                | Зовнішній вигляд схожий на колесо воза зі спицями | |
|            | Галактика Сигара                                | Велика Ведмедиця         | Форма схожа на сигару. | |
|            | Галактика Комета англ. Comet Galaxy             | Скульптор                | Названа з огляду на незвичний вигляд, схожий на комету. | Схожість з кометою викликана припливним руйнуванням від її галактичного скупчення, Abell 2667. |
|            | Червоний Зсув Космосу 7 англ. Cosmos Redshift 7 | Сексант                  | Назва заснована на вимірі її червоного зсуву (z) у майже 7 (точніше, z = 6.604).                                                                            | Галактика Червоний Зсув Космосу (CR7) є найяскравішою з дуже віддалених галактик (z > 6) та такою, що ймовірно містить деякі з перших зір всесвіту (популяції III), з яких утворились хімічні елементи, необхідні для пізнішого формування планет та життя як ми його знаємо. |
|            | Об'єкт Хога                                     | Змія                     | На честь Арта Хога, який відкрив цю галактику з кільцем. | Вона належить до підтипу галактик типу Хога, і в реальності може бути галактикою з полярним кільцем, з кільцем у площині обертання центрального об'єкта. |
|            | Велика Магелланова Хмара                        | Золота Риба/Столова Гора | На честь Фернана Магеллана | Четверта за розміром галактика Місцевої групи, формує пару з Малою Магеллановою Хмарою, а за останніми дослідженнями, взагалі може не входити до супутників Чумацького Шляху.                                                                                                 |
|            | Мала Магелланова Хмара                          | Тукан                    | На честь Фернана Магеллана | Формує пару з Великою Магеллановою Хмарою, а за останніми дослідженнями, взагалі може не входити до супутників Чумацького Шляху. |
|            | Об'єкт Мейолла (Arp 148)                        | Велика Ведмедиця         | Названий на честь Ніколаса Мейолла з обсерваторії Лік, який його відкрив.                                                                                   | Інші назви - VV 32 та Arp 148. Дуже пекулярний об'єкт на вигляд і можливо не одна галактика, а дві, які перебувають у процесі зіткнення. На зображенні - форма веретена та кільця.                                                                                            |
|            | Галактика Цівочне Колесо                        | Велика Ведмедиця         | Схожа на цівочне колесо (іграшку). | |
|            | Галактика Сомбреро                              | Діва                     | Схожа на сомбреро. | |
|            | Галактика Соняшник                              | Гончі Пси                | За вигляд | |
|            | Галактика Пуголовок                             | Дракон                   | За схожістю на пуголовка. | Форма є наслідком припливної взаємодії, яка сформувала довгий припливний хвіст. |
|            | Галактика Вир                                   | Гончі Пси                | За схожістю на вир | Гравітаційно порушена форма |

## Галактики, видимі неозброєним оком
Це список галактик, які видно неозброєним оком, або, принаймні, гострими очима спостерігачів на дуже темному небі, високо в горах, при ясній і стійкій погоді.
| Галактика                                   | Видима зоряна величина | Відстань                                 | Сузір'я                  | Примітки |
| ------------------------------------------- | ---------------------- | ---------------------------------------- | ------------------------ | --- |
| Чумацький Шлях                              | -6,5 (без Сонця)       | 0                                        | Стрілець (центр)         | Це наша Галактика. Більшість того, що видно на небі неозброєним оком, є її частиною, у т.ч. Чумацький Шлях, який складає Зону оминання.                                                   |
| Велика Магелланова Хмара                    | +0,9                   | 160 тис. св.р. (50 кпк)                  | Золота Риба/Столова Гора | Видима лише з південної півкулі. Також з найяскравішою ділянкою туманності на нічному небі                                                                                                |
| Мала Магелланова Хмара (NGC 292)            | + 2,7                  | 200 тис.св.р. (60 кпк)                   | Тукан                    | Видима лише з південної півкулі |
| Галактика Андромеди (M31, NGC 224)          | + 3,4                  | 2,5 млн.св.р. (780 кпк)                  | Андромеда                | Колись мала назву Велика туманність Андромеди |
| Галактика Трикутника (M33, NGC 598)         | + 5,7                  | 2,9 млн.св.р. (900 кпк)                  | Трикутник                | Оскільки вона - дифузний об'єкт, на її видимість сильно впливає навіть невелике світове забруднення: її легко побачити на дуже темному небі, але важко у сільській/приміській місцевості. |
| Центавр A (NGC 5128)                        | + 6,84                 | 13.7 ± 0.9 млн.св.р. (4.2 ± 0.3 Mpc)     | Центавр                  | Стівен Джеймс О'Міра побачить Центавр А неозброєним оком. |
| Галактика Боде (M81, NGC 3031)              | + 6.94                 | 12 млн.св.р. (3,6 млн. пкс)              | Велика Ведмедиця         | Дуже досвідчені астрономи-любителі можуть побачити М81 неозброєним оком за винятково гарних умов для спостереження.                                                                       |
| Галактика Скульптора (NGC 253)              | +8.0                   | 11,4 ± 0,7 млн.св.р. (3.5 ± 0.2 млн. пк) | Скульптор                | Питання видимості цієї галактики неозброєним оком обговорювалось у старому документі Sky & Telescope наприкінці 1960-х чи початку 1970-х.                                                 |
| Галактика Південна Вертушка (NGC 5236, М83) | + 8,2                  | 14,7 млн.св.р. (4,5 млн. пк)             | Гідра                    | Існують повідомлення, що M83 бачили неозброєним оком. |

- Карликова сфероїдальна галактика в Стрільці не включена, оскільки її не можливо побачити неозброєним оком як окрему галактику.

## Перші спостереження
| Перша подія                                                    | Галактика                            | Сузір'я                      | Рік         | Примітки |
| -------------------------------------------------------------- | ------------------------------------ | ---------------------------- | ----------- | --- |
| Перша спіральна галактика                                      | Галактика Вир                        | Гончі Пси                    | 1845        | Вільям Парсонс, третій лорд Росс відкрив першу спіральну туманність, спостерігаючи M51 (він побачив спіральну форму, але не зрозумів, що це об'єкт за межами Чумацького шляху).                                                |
| Розуміння галактик                                             | Чумацький Шлях & Галактика Андромеди | Стрілець (центр) & Андромеда | 1923        | Розуміння, що Чумацький Шлях та туманність Андромеди є двома окремими галактиками, було отримано Едвіном Габблом. |
| Перша сейфертівська галактика                                  | NGC 1068 (M77)                       | Кит                          | 1943 (1908) | Характеристики сейфертівських галактик були вперше спостережені у M77 в 1908 році, але як клас сейфертівські галактики були визначені 1943 року.                                                                               |
| Перша радіогалактика                                           | Лебідь А                             | Лебідь                       | 1951/2      | З декількох об'єктів, які тоді називали радіозорями, Лебідь А була першим, співвіднесеним з далекою галактикою, першою з "радіозір", яких перекласифікували у радіогалактики.                                                  |
| Перший квазар                                                  | 3C 273 3C 48                         | Діва Трикутним               | 1962 1960   | 3C 273 став першим квазаром з визначеним червоним зсувом, і частина вважає його першим визначеним квазаром. 3C 48 був першою "радіо-зорею" з непрочитуваним спектром, тому інша частина науковців вважає його першим квазаром. |
| Перший надяскравий галактичний джет                            | 3C 279                               | Діва                         | 1971        | Джет випускається квазаром |
| Перша галактика з низькою поверхневою яскравістю               | Малін 1                              | Волосся Вероніки             | 1986        | Малін 1 стала першою підтвердженою галактикою з низькою поверхневою яскравістю. Їх існування було теоретично припущено 1976 року.                                                                                              |
| Перший надяскравий галактичний джет з сейфертівської галактики | III Zw 2                             | Риби                         | 2000        | [ 24 ] |

## Прототипи
Це список галактик, які стали прототипами класів галактик.
| Клас                                                  | Галактика        | Сузір'я          | Дата | Примітки |
| ----------------------------------------------------- | ---------------- | ---------------- | ---- | --- |
| Лацертиди                                             | BL Ящірки        | Ящірка           |      | Ці активні галактичні ядра спочатку каталогізували як змінні зорі, а зараз "зорі" цього типу відносять до лацертидів. |
| Галактики типу Хога                                   | Об'єкт Хога      | Змія             |      | Це прототип кільцеподібної галактики типу Хога                                                                        |
| Гігантські галактики з низькою поверхневою яскравістю | Малін 1          | Волосся Вероніки | 1986 | [ 25 ] |
| FR II радіогалактика (дволопатева радіогалактика)     | Лебідь В         | Лебідь           | 1951 | [ 26 ] |
| Галактика зі спалахом зореутворення                   | Галактика Сигара | Велика Ведмедиця |      | |

## Найближча і найвіддаленіша з відомих галактик за типами
Наведена інформація про відомі об'єкти станом на 2016 рік, про належність яких до відповідної категорії погоджується більшість астрономів.
| Назва                                                                     | Галактика                                                     | Сузір'я          | Відстань        | Примітки |
| ------------------------------------------------------------------------- | ------------------------------------------------------------- | ---------------- | --------------- | --- |
| Найближча галактика                                                       | Карликова галактика Великий Пес                               | Великий Пес      | 0,025 млн.св.р. | Відкрита 2003 року; супутник Чумацького Шляху, який повільно її каннібалізує.                                                            |
| Найвіддаленіша галактика                                                  | GN-z11                                                        | Велика Ведмедиця | z=11,09         | Відстань оцінена у 32 млрд.світлових років.                                                                                              |
| Найближчий квазар                                                         | 3C 273                                                        | Діва             | z=0.158         | Перший ідентифікований квазар (див.попер.розділ).                                                                                        |
| Найвіддаленіший квазар                                                    | ULAS J1120+0641                                               | Лев              | z=7,085         | Відкритий 29 червня 2011 року за допомогою "UKIRT Infrared Deep Sky Survey"; перший відкритий квазар за межами червоного зсуву більше 7. |
| Найближча радіогалактика                                                  | Центавр А (NGC 5128, PKS 1322-427)                            | Центавр          | 13,7 млн.св.р.  | [ 28 ] |
| Найвіддаленіша радіогалактика                                             | TN J0924-2201                                                 | Гідра            | z=5,2           | |
| Найближча сейфертівська галактика                                         | Галактика Циркуль (ESO 97-G13)                                | Циркуль          | 13 млн.св.р.    | Це також найближча сейфертівська галактика ІІ типу. Найближча сейфертівська галактика І типу - NGC 4151.                                 |
| Найвіддаленіша сейфертівська галактика                                    |                                                               |                  | z=              | |
| Найближчий блазар                                                         | Маркарян 421 (Mrk 421, Mkn 421, PKS 1101+384, LEDA 33452)     | Велика Ведмедиця | z=0,030         | Це лацертид. |
| Найвіддаленіший блазар                                                    | Q0906+6930                                                    | Велика Ведмедиця | z=5,47          | Це блазар з типу радіогучного квазара з пласким спектром.                                                                                |
| Найближчий лацертид                                                       | Маркарян 421 (Mkn 421, Mrk 421, PKS 1101+384, LEDA 33452)     | Велика Ведмедиця | z=0,030         | [ 29 ] [ 30 ] |
| Найвіддаленіший лацертид                                                  |                                                               |                  | z=              | |
| Найближчий LINER (галактичне ядро з емісійними лініями низької іонізації) |                                                               |                  |                 | |
| Найвіддаленіший LINER                                                     |                                                               |                  | z=              | |
| Найближча яскрава інфрачервона галактика (LIRG)                           |                                                               |                  |                 | |
| Найвіддаленіша яскрава інфрачервона галактика (LIRG)                      |                                                               |                  | z=              | |
| Найближча надяскрава інфрачервона галактика (ULIRG)                       | IC 1127 (Arp 220/APG 220)                                     | Змія             | z=0,018         | [ 33 ] |
| Найвіддаленіша надяскрава інфрачервона галактика (ULIRG)                  |                                                               |                  | z=              | |
| Найближча галактика зі спалахом зореутворення                             | Галактика Сигара (M82, Arp 337/APG 337, 3C 231, Ursa Major A) | Велика Ведмедиця | 3,2 млн.парсек  | [ 34 ] [ 35 ] |
| Найвіддаленіша галактика зі спалахом зореутворення                        | SPT 0243-49                                                   |                  | z= 5,698        | [ 36 ] [ 37 ] |

### Найближчі галактики
| Ранг | Галактика                                   | Відстань (млн.св.р.) | Примітки                                      |
| --- | ------------------------------------------- | -------------------- | --------------------------------------------- |
| 1 | Чумацький Шлях                              | 0                    | Це наша галактика, ми є її частиною.          |
| 2 | Карликова галактика Великий Пес             | 0,025                |                                               |
| 3 | Потік Діви                                  | 0,030                |                                               |
| 4 | Карликова сфероїдальна галактика в Стрільці | 0,081                |                                               |
| 5 | Велика Магелланова Хмара                    | 0,163                | Найбільша галактика-супутник Чумацького Шляху |
| 6 | Мала Магелланова Хмара                      | 0,197                |                                               |
| - млн.св.р. - мільйони світлових років, вимір відстані. - Відстані вимірюються від Землі, Земля - в нулі. |                                             |                      |                                               |

| Назва                                       | Галактика                       | Дата   | Відстань, млн.св.р. | Примітки                                              |
| ------------------------------------------- | ------------------------------- | ------ | ------------------- | ----------------------------------------------------- |
| Найближча галактика                         | Чумацький Шлях                  | завжди | 0                   | Це наша Галактика                                     |
| Найближча до нашої власної галактики        | Карликова галактика Великий Пес | 2003   | 0.025               | Абсолютна найближча галактика                         |
| Найближча карликова галактика               | Карликова галактика Великий Пес | 2003   | 0.025               |                                                       |
| Найближча велика Галактика до нашої власної | Галактика Андромеди             | завжди | 2.54                | Вперше ідентифікована як окрема галактика в 1923 році |
| Найближча гігантська галактика              | Центавр А                       |        | 12                  |                                                       |

| Галактика                                                                                                 | Дата             | Відстань, млн.св.р. | Примітки |
| --- | ---------------- | ------------------- | --- |
| Карликова галактика Великий Пес                                                                           | 2003             | 0.025               | |
| Карликова сфероїдальна галактика в Стрільці                                                               | 1994 - 2003      | 0.081               | |
| Велика Магелланова Хмара                                                                                  | з давнини - 1994 | 0.163               | Це верхня межа, оскільки вона є найближчою галактикою, видимою неозброєним оком.                                                                                |
| Мала Магелланова Хмара                                                                                    | 1913-1914        | 0.197               | Це була перша виміряна міжгалактична відстань. У 1913 році Ейнар Герцшпрунг виміряв відстань до ММХ використовуючи цефєїду. У 1914 році, він зробив це для ВМХ. |
| Галактика Андромеди                                                                                       | 1923             | 2,5                 | Була першою галактикою, щодо якої було встановлено, що вона не частина Чумацького Шляху.                                                                        |
| - млн.св.р. - мільйони світлових років, вимір відстані. - Відстані вимірюються від Землі, Земля - в нулі. |                  |                     | |

### Найбільш далекі галактики
| Назва | Галактика                              | Дата | Червоне зміщення | Примітки |
| --- | -------------------------------------- | ---- | ---------------- | --- |
| Кандидат у найвіддаленіші галактики (фотометричне червоне зміщення)                                           | UDFj-39546284                          | 2011 | z=11,9(?)        | На момент відкриття був кандидатом у найвіддаленіші галактики. Наприкінці 2012 року, відстань до нього була переглянута з Z=10,3 до 11,9, однак недавні дослідження вказують, що ймовірно він має набагато менше червоне зміщення. |
| Найвіддаленіша підтверджена галактика (спектроскопічне червоне зміщення)                                      | GN-z11                                 | 2016 | z=11,09          | Станом на березень 2016, GN-z11 була найвіддаленішою відомою галактикою |
| Найвіддаленіший квазар                                                                                        | ULAS J1120+0641                        | 2011 | z=7,085          | Це безперечно самий віддалений квазар будь-якого типу, і в першу чергу з червоним зміщенням більше 7. |
| Найвіддаленіша субміліметрова галактика, яка не є квазаром                                                    | Галактика Бебі бум (EQ J100054+023435) | 2008 | z=4,547          | [ 41 ] |
| Найвіддаленіша спіральна галактика типу гранд-дизайн                                                          | Q2343-BX442                            | 2012 | z=2,18           | [ 42 ] |
| - z - це червоний зсув, міра рецесійної швидкості і оціночної відстані в результаті космологічного розширення |                                        |      |                  | |

| Галактика | Дата                                                                                             | Відстань (z=червоний зсув) | Примітки |
| --- | ------------------------------------------------------------------------------------------------ | -------------------------- | --- |
| GN-z11 | 2016 −                                                                                           | z=11.09                    | Оголошена у березні 2016. |
| EGSY8p7 (EGSY-2008532660) | 2015 − 2016                                                                                      | z=8,68                     | Червоний зсув цієї галактики був визначений на базі аналізу її Ліман-альфа випромінення від серпня 2015 р. |
| EGS-zs8-1 | 2015 − 2015                                                                                      | z=7,730                    | Була найбільш далекою галактикою у травні 2015. |
| Z8 GND 5296 | 2013 − 2015                                                                                      | z=7,51                     | [ 48 ] |
| SXDF-NB1006-2 | 2012 − 2013                                                                                      | z=7.215                    | [ 49 ] |
| GN-108036 | 2012 − 2012                                                                                      | z=7.213                    | [ 50 ] |
| BDF-3299 | 2012 − 2013                                                                                      | z=7.109                    | [ 51 ] |
| IOK-1 | 2006 − 2010                                                                                      | z=6.96                     | Була найвіддаленішим відомим об'єктом на час відкриття. У 2009 року був відкритий спалах гамма-випромінення GRB 090423 на відстані z=8.2, перебравши титул найбільш далекого об'єкта. Галактика UDFy-38135539 забрала титул найдальшої у обох з них. |
| SDF J132522.3+273520 | 2005 − 2006                                                                                      | z=6.597                    | Була найвіддаленішим відомим об'єктом на час відкриття. |
| SDF J132418.3+271455 | 2003 − 2005                                                                                      | z=6.578                    | Була найвіддаленішим відомим об'єктом на час відкриття. |
| HCM-6A | 2002 − 2003                                                                                      | z=6.56                     | Була найвіддаленішим відомим об'єктом на час відкриття. Вид на галактику отримує ефект лінзи від галактичного скупчення Abell 370. Вона була першою галактикою (не квазаром), для якої червоний зсув перевищував 6. За червоним зсувом вона перевищила квазар SDSSp J103027.10+052455.0 of z=6.28 |
| SSA22−HCM1 | 1999 − 2002                                                                                      | z=5.74                     | Була найвіддаленішим відомим об'єктом на час відкриття. У 2000 році був відкритий квазар SDSSp J104433.04-012502.2 на z=5.82, перейнявши цей титул. Потім був відкритий квазар SDSSp J103027.10+052455.0 (у 2001 році), перший об'єкт з червоним зсувом більше 6, at z=6.28 |
| HDF 4-473.0 | 1998 − 1999                                                                                      | z=5.60                     | Була найвіддаленішим відомим об'єктом на час відкриття. |
| RD1 (0140+326 RD1) | 1998                                                                                             | z=5.34                     | Була найвіддаленішим відомим об'єктом на час відкриття. Перший об'єкт з червоним зсувом більше 5. |
| CL 1358+62 G1 & CL 1358+62 G2 | 1997 − 1998                                                                                      | z=4.92                     | Були найвіддаленішими відомими об'єктами на час відкриття. Вид на галактики отримує ефект лінзи від галактичного скупчення CL1358+62 (z=0.33). Вони були першими з 1964 року об'єктами, відмінними від квазару, які тримали рекорд найвіддаленішого об'єкта. Вони перейняли цей титул у квазара PC 1247-3406 з z=4.897                                                                                    |
| З 1964 по 1997 рік титул найвіддаленішого об'єкта у всесвіті належав ряду квазарів, які змінювали один одного. Їх перелік - у списку квазарів. |                                                                                                  |                            | |
| 8C 1435+63 | 1994 − 1997                                                                                      | z=4.25                     | Радіогалактика. На час її відкриття найвіддаленішим об'єктом вважався квазар PC 1247-3406 на z=4.73, відкритий 1991 року. Вона була останньою радіогалактикою, яка тримала титул найвіддаленішої галактики. Вона була першою галактикою (не квазаром), відкритою з червоним зсувом більше 4. |
| 4C 41.17 | 1990 − 1994                                                                                      | z=3.792                    | Радіогалактика. На час її відкриття найвіддаленішим об'єктом вважався квазар PC 1158+4635, відкритий 1989 року, на z=4.73. У 1991 році, цей титул перебрав квазар PC 1247-3406 на z=4.897 |
| 1 Jy 0902+343 (GB6 B0902+3419, B2 0902+34) | 1988 − 1990                                                                                      | z=3.395                    | Радіогалактика. На час її відкриття найвіддаленішим об'єктом вважався квазар Q0051-279 на z=4.43, відкритий 1987 року. У 1989 році цей титул перебрав квазар PC 1158+4635 на z=4.73. Вона була першою галактикою, відкритою з червоним зсувом більше 3 та більше 2. |
| 3C 256 | 1984 − 1988                                                                                      | z=1.819                    | Радіогалактика. На час її відкриття найвіддаленішим об'єктом вважався квазар PKS 2000-330 на z=3.78, відкритий 1982 р. |
| 3C 241 | 1984                                                                                             | z=1.617                    | Радіогалактика. На час її відкриття найвіддаленішим об'єктом вважався квазар PKS 2000-330 на z=3.78, відкритий 1982 р. |
| 3C 324 | 1983 − 1984                                                                                      | z=1.206                    | Радіогалактика. На час її відкриття найвіддаленішим об'єктом вважався квазар PKS 2000-330 на z=3.78, відкритий 1982 р. |
| 3C 65 | 1982 − 1983                                                                                      | z=1.176                    | Радіогалактика. На час її відкриття найвіддаленішим об'єктом вважався квазар OQ172 на z=3.53, відкритий 1974 року. У 1982 році цей титул перебрав квазар PKS 2000-330 на z=3.78. |
| 3C 368 | 1982                                                                                             | z=1.132                    | Радіогалактика. На час її відкриття найвіддаленішим об'єктом вважався квазар OQ172 на z=3.53, відкритий 1974 року. |
| 3C 252 | 1981 − 1982                                                                                      | z=1.105                    | Радіогалактика. На час її відкриття найвіддаленішим об'єктом вважався квазар OQ172 на z=3.53, відкритий 1974 року. |
| 3C 6.1 | 1979 -                                                                                           | z=0.840                    | Радіогалактика. На час її відкриття найвіддаленішим об'єктом вважався квазар OQ172 на z=3.53, відкритий 1974 року. |
| 3C 318 | 1976 -                                                                                           | z=0.752                    | Радіогалактика. На час її відкриття найвіддаленішим об'єктом вважався квазар OQ172 на z=3.53, відкритий 1974 року. |
| 3C 411 | 1975 -                                                                                           | z=0.469                    | Радіогалактика. На час її відкриття найвіддаленішим об'єктом вважався квазар OQ172 на z=3.53, відкритий 1974 року. |
| З 1964 по 1997 рік титул найвіддаленішого об'єкта у всесвіті належав ряду квазарів, які змінювали один одного. |                                                                                                  |                            | |
| 3C 295 | 1960 – 1964                                                                                      | z=0.461                    | Радіогалактика. Була найвіддаленішим відомим об'єктом на час відкриття її червоного зсуву. Була останнім не-квазаром, яка тримала цей титул до 1997. У 1964 році, квазар 3C 147 перебрав цей титул. |
| LEDA 25177 (MCG+01-23-008) | 1951 − 1960                                                                                      | z=0,2 (V=61 000 км/с)      | Ця галактика належить до надскупчення Гідри. Розташована за координатами B1950.0 08г 55х 4с +03° 21′ і є найяскравішою галактикою скупчення більш тьмяного скупчення Гідри Cl 0855+0321 (ACO 732). |
| LEDA 51975 (MCG+05-34-069) | 1936 –                                                                                           | z=0,13 (V=39000 км/с)      | Найяскравіша галактика скупчення скупчення Волопаса (ACO 1930), еліптична галактика, розташована за координатами B1950.0 14г 30х 6с +31° 46′, видимої зоряної величини +17,8. У 1936 році Мілтон Л.Гумасон відкрив, що вона має рецесійну швидкість червоного зсуву 40 000 км/с. |
| LEDA 20221 (MCG+06-16-021) | 1932 -                                                                                           | z=0.075 (V=23000 km/s)     | Найяскравіша галактика скупчення Близнюків (ACO 568), розташована за координатами B1950.0 07г 05х 0с +35° 04′ |
| Найяскравіша галактика скупчення Лева | 1931 − 1932                                                                                      | z= (V=19700 км/с)          | [ 95 ] [ 96 ] [ 97 ] [ 98 ] |
| Найяскравіша галактика скупчення Великої Ведмедиці | 1930 − 1931                                                                                      | z= (V=11700 км/с)          | [ 98 ] [ 99 ] |
| NGC 4860 | 1929 − 1930                                                                                      | z=0.026 (V=7800 км/с)      | [ 100 ] [ 101 ] |
| NGC 7619 | 1929                                                                                             | z=0.012 (V=3779 км/с)      | NGC 7619 мала найвищий червоний зсув на момент виміру, але на час оголошення про це червоний зсув ще не був визнаний як загальне керівництво до визначення відстані. Пізніше того є року Едвін Габбл описав співвідношення червоного зсуву до відстані, і його значення для цієї галактики було прийнято як розрахунок відстані.                                                                          |
| NGC 584 | 1921 − 1929                                                                                      | z=0.006 (V=1800 км/с)      | На той час туманності ще не визначались окремими галактиками. Однак у 1923 році галактики були в цілому визнані зовнішніми об'єктами по відношенню до Чумацького Шляху. |
| Галактика Сомбреро (NGC 4594) | 1913 − 1921                                                                                      | z=0.004 (V=1180 км/с)      | Сомбреро була другою галактикою, в якій був визначений червоний зсув (першою була галактика Андромеди, яка наближається до нас, а тому її червоний ззсув неможливо використати для визначення відстані) Весто Мелвіном Сліфером. На той час туманності ще не визнавались окремими галактиками. Спочатку швидкість NGC 4594 була визначена як 1000 км/с, потім уточнена до 1100, і потім до 1180 у 1916 р. |
| Галактика Боде | давнина – 20-те ст. давнина – 1913 (на основі червоного зсуву) давнина – 1930 (на основі цефеїд) | 11,8 млн.св.р. (z= -0,10)  | Це нижня межа, оскільки це найвіддаленіша галактика, яку видно неозброєним оком. Тут не може бути використаний червоний зсув, оскільки вона рухається до нас швидше, ніж відбувається космологічне розширення. |
| Галактика Цівочне Колесо (М101) | 1930 -                                                                                           |                            | За вимірами з використанням цефеїд до 1950-х, M101 буда однією з навіддаленіших. |
| Галактика Трикутника (M33) | 1924–1930                                                                                        |                            | У 1924 році Едвін Габбл порахував відстань до M33. |
| Галактика Андромеди | 1923–1924                                                                                        |                            | У 1923 році Едвін Габбл виміряв відстань до галактики Андромеди і вирішив питання, чи існують інші галактики або все є частиною Чумацького шляху. |
| Мала Магелланова Хмара | 1913–1923                                                                                        |                            | Це була перша виміряна міжгалактична відстань. У 1913 році Ейнар Герцшпрунг виміряв відстань до ММХ з використанням цефеїд. |
| - z - це червоний зсув, міра рецесійної швидкості і оціночної відстані в результаті космологічного розширення - квазари та активні галактичні ядра у цей перелік не включені, оскільки вони є лише центрами галактики, за винятком випадків, коли в момент відкриття їх галактики, вона була найбільш віддаленою |                                                                                                  |                            | |